# Joannis Guigard
Joannis Guigard, né Jean Marie le 5 novembre 1815 à Lyon et mort le 23 mai 1892 à Paris 17e, est un bibliographe et héraldiste français.

## Biographie
D’une famille originaire du Dauphiné, Guigard a fait ses études classiques à Paris, et suivi, comme externe, les cours de l’École polytechnique.
Comme ingénieur des chemins de fer, il a coopéré aux études des chemins de fer de Rouen à Caen, et de Creil à Saint-Quentin. Attaché, de 1850 à 1866, au département des imprimés à la Bibliothèque impériale, il en avait été révoqué pour ses opinions républicaines et ses correspondances aux journaux, avant d’y être rappelé comme Directeur adjoint, en mars 1871, par Élie Reclus,  au moment où celui-ci a remplacé Léopold Delisle comme administrateur, sachant que Léopold Delisle n'a été nommé administrateur qu'en 1874. Par ses compétences techniques, par la connaissance de l’établissement, cet érudit de valeur marginalisé dans la dernière décennie du Second Empire a représenté une très sérieuse menace pour les « Versaillais » qui l’ont associé à l’hostilité qu’ils portaient à Reclus. Détesté comme transfuge, Guigard était surtout redouté pour sa connaissance de la valeur des livres, dont on craignait qu’elle ne lui serve à subtiliser quelques trésors au profit de la Commune. La direction Reclus-Guigard a surtout fonctionné jusqu’au mois de mai 1871 à la façon d’une équipe indissociable, œuvrant en commun pour demander aux fonctionnaires de la Bibliothèque nationale de prendre parti pour ou contre la Commune, et procéder à une « purge » parmi ceux d’entre eux qui constituaient une véritable « cinquième colonne » versaillaise au sein même de la Bibliothèque.
Littérateur laborieux, il a donné de nombreux articles de critique littéraire dans l'Illustration, le Journal de Rouen, le Monde illustré, le Progrès de Lyon, le  Grand Dictionnaire universel du XIXe siècle de Larousse, le Messager de Paris, la Revue moderne, etc. On lui doit, en outre, plusieurs manuels de bibliophilie, dont l’un a obtenu une mention honorable de l’Académie des inscriptions et belles-lettres.

## Publications
- Bibliothèque héraldique de la France, Paris, Édouard Dentu, 1861, xxiii-527, in-8º (lire en ligne sur Gallica)Comprend la bibliographie systématique de tous les ouvrages qui ont paru sur le blason.
- Les Boites à quatre sols  (extrait du Bulletin du bibliophile), Paris, Bachelin-Deflorenne, 1866, 28 p., in-8º (lire en ligne sur Gallica).
- Indicateur du Mercure de France, 1672-1789 : contenant, par ordre alphabétique, les noms des personnages sur lesquels on trouve, dans cette collection, des notices biographiques et généalogiques, avec renvoi aux années, tomes et pages, Paris, Bachelin-Deflorenne, 1869, iv-142, in-8º (lire en ligne sur Gallica).
- Armorial du bibliophile, t. 1 & 2, Paris, Bachelin-Deflorenne, février 1870, 254, 272, ill. ; 3 parties en 2 vol. gr. in-8º, fig. (lire en ligne)
- L’Avenir de la France : études sur quelques réformes urgentes, Paris, Douniol, 1872, 142 p., in-8º.
- Nouvel armorial du bibliophile : guide de l’amateur des livres armoriés, t. 1, Paris, Émille Rondeau, 1890, xvii, 390-494, 2 vol. : ill. ; gr. in-8º (lire en ligne sur Gallica), t. 2 sur Gallica.